# Koleiny

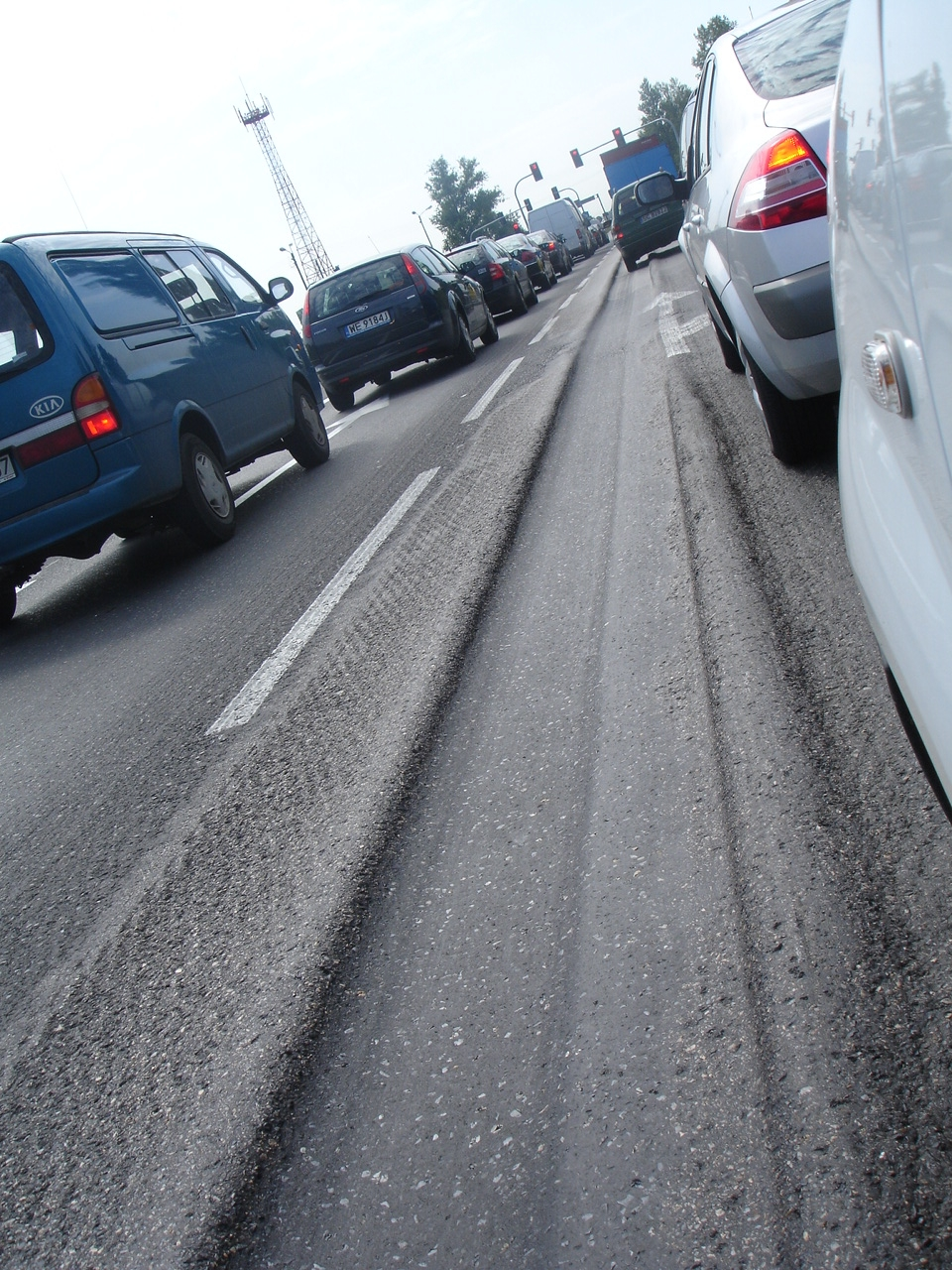
Koleiny na ówczesnej DK1 – skrzyżowanie w Poczesnej koło Częstochowy (2007)

Koleiny – wzdłużne wgniecenia drogi spowodowane przez ciężkie pojazdy, np. samochody ciężarowe, zespoły pojazdów lub długotrwałe użytkowanie. Powstają one głównie w drogach pokrytych asfaltobetonem podczas upalnej pogody. Podczas opadów śniegu mogą się również tworzyć koleiny z zamarzniętego błota pośniegowego, a na drogach gruntowych również tzw. koleiny błotne.
Koleiny powstają głównie w warstwach asfaltowych na odcinkach dróg w miejscach, gdzie wywoływane są długotrwałe naprężenia, np. na skrzyżowaniach dróg, wzniesieniach, długich podjazdach oraz miejscach postoju ciężkich pojazdów samochodowych (parkingi, pobocza dróg), gdzie oprócz działania sił pionowych pochodzących od ciężaru pojazdów i ładunków, występują duże siły poziome.

## Bezpieczeństwo na drogach
Pofałdowana wzdłużnie oś drogi stwarza dla kierujących pojazdami w takich warunkach wiele niebezpieczeństw. Po pierwsze, po każdym deszczu takie koleiny wypełniają się spływającą wodą i mogą być powodem poślizgu. Kierowanie pojazdem po zniekształconej drodze może grozić również nagłą zmianą toru jazdy, a w konsekwencji kolizją drogową.
Normy unijne dopuszczają do użytku drogi o dopuszczalnym wgnieceniu do 2 cm, w Polsce ta reguła nie jest przestrzegana.

## Klasyfikacja kolein

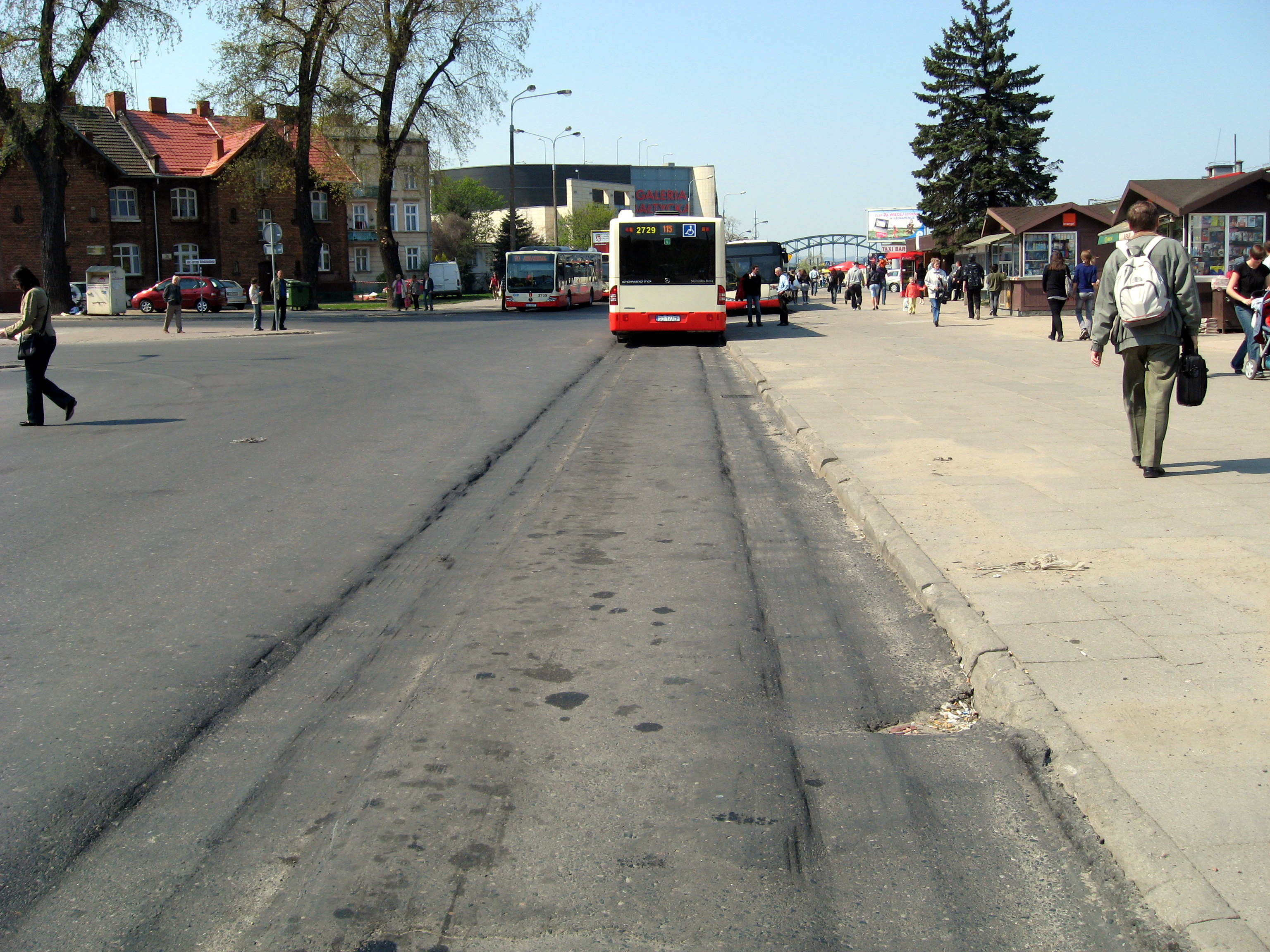
Koleiny na przystanku autobusowym

Nawierzchnie dróg pod względem stanu kolein klasyfikowane są w czterech klasach według kryteriów określonych dla miarodajnej głębokości koleiny. Klasyfikacja stanu nawierzchni dróg krajowych klasy: A, S, GP oraz G o nawierzchni bitumicznej pod względem głębokości kolein. Klasy kolein według normy SOSN:
- A nie więcej niż 10 mm
- B 11–20 mm
- C 21–30 mm
- D powyżej 30 mm

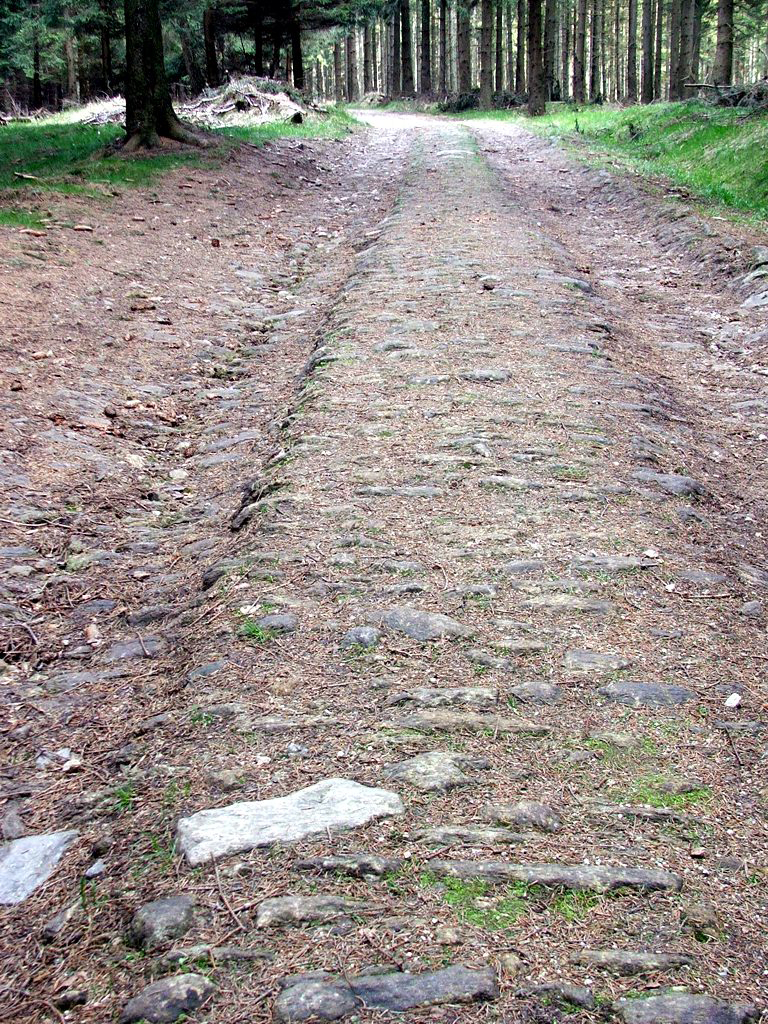
Koleiny w drodze leśnej zbudowanej z kamieni ustawionych na sztorc, powstałe po ok. 200 latach użytkowania

Pomiar kolein ma charakter ciągły. Pojedyncze wartości pomiarowe są rejestrowane w równoległych przekrojach poprzecznych drogi, oddalonych od siebie nie więcej niż 5 metrów, by na tej podstawie, dla celów oceny, wyznaczyć miarodajną głębokość koleiny na odcinku 1 kilometra.
Gwarancją wieloletniej o niezmiennych parametrach jakości drogi jest przede wszystkim sposób wykorzystania odpowiedniej technologii przy stabilizacji gruntów, podbudowy i podłoży drogi oraz stosowania najwyższej jakości pokryw nawierzchni mineralno-bitumicznych.

## Koleiny na polskich drogach
W Polsce wiele dróg zostało wykonanych w latach 70. i 80. XX wieku i nie spełnia obecnie wymaganych norm nacisku wynoszących 115 kN/oś. Drogi takie nie są w stanie sprostać wysokim obciążeniom przenoszonym przez nowoczesne pojazdy ciężarowe oraz inne pojazdy o masie całkowitej powyżej 50 ton.
Według badania „System Oceny Stanu Nawierzchni SOSN; Wytyczne stosowania”, opracowanego w Biurze Studiów Sieci Drogowej Generalnej Dyrekcji Dróg Publicznych – 39% nawierzchni polskich dróg krajowych znajduje się poniżej poziomu ostrzegawczego, co oznacza, że miarodajna głębokość kolein na tych odcinkach przekracza 20 mm. Wśród nich dużą grupę, bo ponad 15%, stanowią odcinki o miarodajnej głębokości koleiny większej niż 30 mm, co kwalifikuje ich nawierzchnię do natychmiastowej interwencji remontowej.